# VTEC
VTEC (Variable Valve Timing and Lift Electronic Control) ist eine 1983 für Motorräder eingeführte Technik von Honda zur variablen Ventilsteuerung in Motoren.

## Zweck des Systems
Eine variable Ventilsteuerung wird benötigt, um bei hochdrehenden Motoren ein höheres Drehmoment sowohl bei niedrigen als auch bei höheren Drehzahlen bereitstellen zu können. So wird eine hohe Maximalleistung (bei hohen Drehzahlen) erreicht und zugleich eine Anfahrschwäche vermieden und damit die Alltagstauglichkeit erhöht. Der Motor hat aus diesem Grund zwei Nockenwellenprofile, zwischen denen umgeschaltet werden kann. Die Ventile werden über öldruckgesteuert schaltbare Kipphebel angesteuert. VTEC wurde von Hondas Motorkonstrukteur Kenichi Nagahiro erdacht.
Je nach Motorausführung (Eco-Motorkonzept oder Rennmotor) wird somit ab einer bestimmten Drehzahl und Last durch Öldruck mit einem Feststellbolzen im oszillierenden Kipphebelsystem ein weiterer Kipphebel zugeschaltet der auf einem anders geformten Nocken läuft, der entweder den Ventilhub erhöht und die Öffnungszeit verlängert, oder der zweite Kipphebel betätigt ein weiteres Ventil pro Zylinder, was der Leistung bei höherer Drehzahl zuträglich ist. Sinkt die Motordrehzahl, wird der Zusatzkipphebel durch den sich zurücksetzenden Feststellbolzen wieder abgeschaltet und bleibt unbenutzt.

## Varianten

### DOHC-VTEC
Das VTEC-System ist eine Möglichkeit, einen Motor mit verschiedenen Nockenwellenprofilen auszustatten:
- ein auf Verbrauch und Laufruhe optimiertes Profil für niedrige Umdrehungszahlen sowie
- ein leistungsoptimiertes Profil für hohe Drehzahlen.

Die Umschaltung zwischen den Nockenwellenprofilen wird von folgenden Faktoren beeinflusst:
- Lastzustand
- Motortemperatur
- Wassertemperatur
- Motordrehzahl
- Fahrzeuggeschwindigkeit

Wenn die Motordrehzahl steigt und alle anderen Faktoren grünes Licht für eine Umschaltung geben, öffnet ein Magnetventil, befüllt einen Ölkanal, dessen Öldruck einen Sperrstift betätigt, der drei voneinander getrennte Schlepphebel oder Rollenschlepphebel miteinander verbindet. Der größte (dominante) Nocken übernimmt nun die Ventilsteuerung für hohe Drehzahlen. Das Ventil wird jetzt früher und länger geöffnet. Außerdem wird der Ventilhub durch das „hohe“ Nockenprofil erhöht. Das DOHC-VTEC-System hat diese unterschiedlichen Profile sowohl auf der für die Einlassventile zuständigen Nockenwelle als auch auf der für die Auslassventile.
DOHC-VTEC wurde im Pkw-Bereich erstmals im nur in Japan verkauften Honda Integra 1989 vorgestellt. Dieser besaß eine 119-kW-Variante (160 PS) des B16A-Motors. Der amerikanische Markt sah das VTEC-System erstmals 1990 im Acura NSX. Dieser nutzte es in seinem V6-DOHC-Motor. Von nun an erschienen DOHC-VTEC-Motoren auch in anderen Modellen von Honda. Die ersten deutschen Modelle mit DOHC-VTEC-System waren 1990/91 der Civic, der CRX und der NSX.

### SOHC-VTEC
Nachdem das DOHC-VTEC-System viel Anklang gefunden hatte, wurde VTEC auch in SOHC-Motoren verbaut. Der Nachteil dieses Transfers besteht darin, dass bei SOHC-Motoren eine Nockenwelle für Ein- und Auslassventile zuständig ist. Das VTEC-System kann nur auf die Einlassventile angewendet werden, da der Platzbedarf der Zündkerzen eine variable Steuerung der Auslassventile verhindert. Bei SOHC-Motoren müssen die Zündkerzen in einem bestimmten Winkel in die Brennkammer zeigen, um das Gemisch im Zylinder effektiv zünden zu können. Diese Einbauweise verhindert, dass auch die Auslassventile ein VTEC-Nockenprofil erhalten können.

### SOHC VTEC-E
Das E steht für economy. VTEC-E bedient sich einer abgewandelten Art des VTEC. VTEC-E optimierte nicht die Leistung bei hohen Drehzahlen, sondern erhöhte die Effektivität bei niedrigen Drehzahlen.
Die Nockenwelle in einem Motor mit VTEC-E besitzt zwei Nockenprofile für die Einlassventile. Eines dieser Profile ermöglicht dem ersten (und später dem zweiten) Einlassventil die vollständige Öffnung. Das andere Profil dient dazu, das zweite Einlassventil in der Anfangszeit minimal zu öffnen. Die Ventile werden mit Rollenkipphebeln geöffnet.
Bei niedrigen Drehzahlen wird das erste Einlassventil vollständig geöffnet, während das zweite minimal geöffnet wird. Dadurch wird ein besseres Kraftstoff-Luft-Gemisch erreicht, was ein sehr mageres Gemisch ermöglicht. Wenn die Motordrehzahl erhöht wird, wird das bis dahin nur minimal geöffnete zweite Einlassventil an das vollständig öffnende erste Einlassventil gekoppelt, um ein ausreichendes Gemisch zu gewährleisten. Diese Koppelung der Ventile wird vom Steuergerät beeinflusst. Es berechnet den Umschaltpunkt anhand von Motordrehzahl und -last, Fahrgeschwindigkeit und Kühlmitteltemperatur. Wenn der Motor unter Volllast läuft, wird das Ventil bei 2700 min−1 zugeschaltet, bei Teillast erst bei 3300 min−1.
- Wie bei SOHC- und DOHC-VTEC wird ein kleiner Sperrstift genutzt, um beide Ventile zu verbinden.
- Autos mit einem VTEC-E-Motor besitzen eine grüne Kennlampe mit der Aufschrift „ECONO“ im Kombiinstrument. Wenn der Motor in einem ökonomischen Betrieb arbeitet, wird die Lampe zugeschaltet.
- Der Civic VEi mit VTEC-E-Motor galt 1994 als einer der sparsamsten Benzinmotoren weltweit.

### DOHC i-VTEC

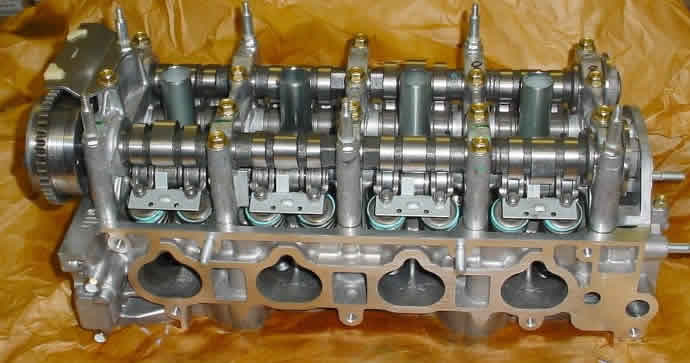
Zylinderkopf mit i-VTEC Technik

Das i steht für intelligentes VTEC-System. Dabei ändert der Motor die Ventilöffnungszeiten beim Anlassen und Beschleunigen, um eine optimale, drehmomentstarke Leistung zur Verfügung zu stellen. Bei ruhiger und lastfreier Fahrt schließen die Einlassventile später, um den Kraftstoffverbrauch so gering wie möglich zu halten.
Das i-VTEC-System erweitert das DOHC-VTEC um eine Phasenverstellung auf der Einlassseite. Die Phase kann hier um bis zu 50° verstellt werden, was zum einen zu geringerem Verbrauch und zum anderen auch zu mehr Drehmoment und somit Leistung führt.
Im Vergleich zum DOHC-VTEC (oder auch SOHC-VTEC) ist die Programmierung ungleich aufwendiger. Wo für den DOHC-VTEC 4 Kennfelder gebraucht werden (jeweils 2 für die Zündung und die Einspritzmengen), sind es beim i-VTEC (4x6+2 Kennfelder, je 2 für Zündung und Einspritzmenge, darüber hinaus für verschiedene Phasenstellungen (0–50°) und die Phasenstellung als solches für non-VTEC und VTEC)

### 3-Stufen VTEC
Honda stellte auch ein 3-Stufen-VTEC-System auf ausgewählten Märkten vor. Es kombiniert die Arbeitsweisen des SOHC-VTEC und des VTEC-E. Bei geringer Geschwindigkeit wird nur ein Einlassventil geöffnet (vom VTEC-E), bei mittleren Geschwindigkeiten beide. Bei hohen Geschwindigkeiten wird auf das Nockenprofil für hohe Geschwindigkeiten umgeschaltet (vom VTEC). Dadurch wird bei niedrigen Drehzahlen ein geringer Kraftstoffverbrauch gewährleistet, aber auch eine hohe Leistungsausbeute in hohen Drehzahlbereichen.
Verbaut wurde das 3-Stufen VTEC im D15B-Motor des EK3 (sechste Civic-Generation), welcher in Deutschland nicht angeboten wurde. Der Motor erreicht bei 7000 min−1 eine Leistung von 130 PS.

## Fahrzeuge mit VTEC-Motor

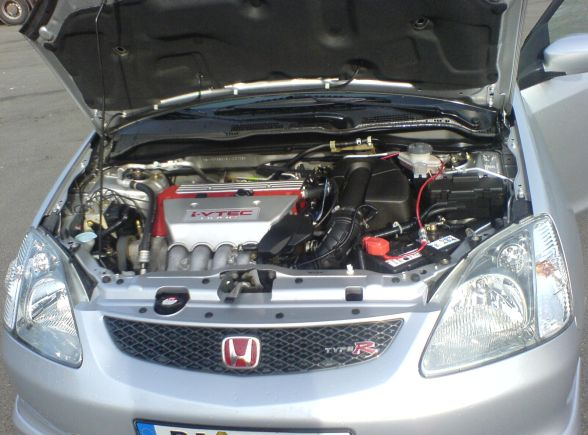
Civic Type R mit i-VTEC Motor

Automobile
- Honda Accord
- Honda City
- Honda Civic
- Honda CR-V
- Honda CRX
- Honda CR-Z
- Honda FR-V
- Honda HR-V
- Honda Integra
- Honda NSX
- Honda Prelude
- Honda S2000
- Honda Stream
- Ariel Atom
- Honda Jazz ab BJ. 11.2008
- Honda Insight
- Honda Ridgeline
- Honda Shuttle

Motorräder
- Honda VFR 800 V4 VTEC
- Honda VFR 800 F
- Honda VFR 800X Crossrunner

## Vergleichbare Systeme
Die Technik der variablen Ventilsteuerung wurde auch von anderen Herstellern aufgegriffen und umgesetzt.
So haben beispielsweise
- BMW mit VANOS bzw. Valvetronic,
- Mitsubishi mit MIVEC,
- Toyota mit VVT-i
- MG Rover mit VVC oder
- Fiat mit Multiair

und andere Hersteller (Ford, Nissan, Porsche) vergleichbare Systeme entwickelt.